# Деревний газ

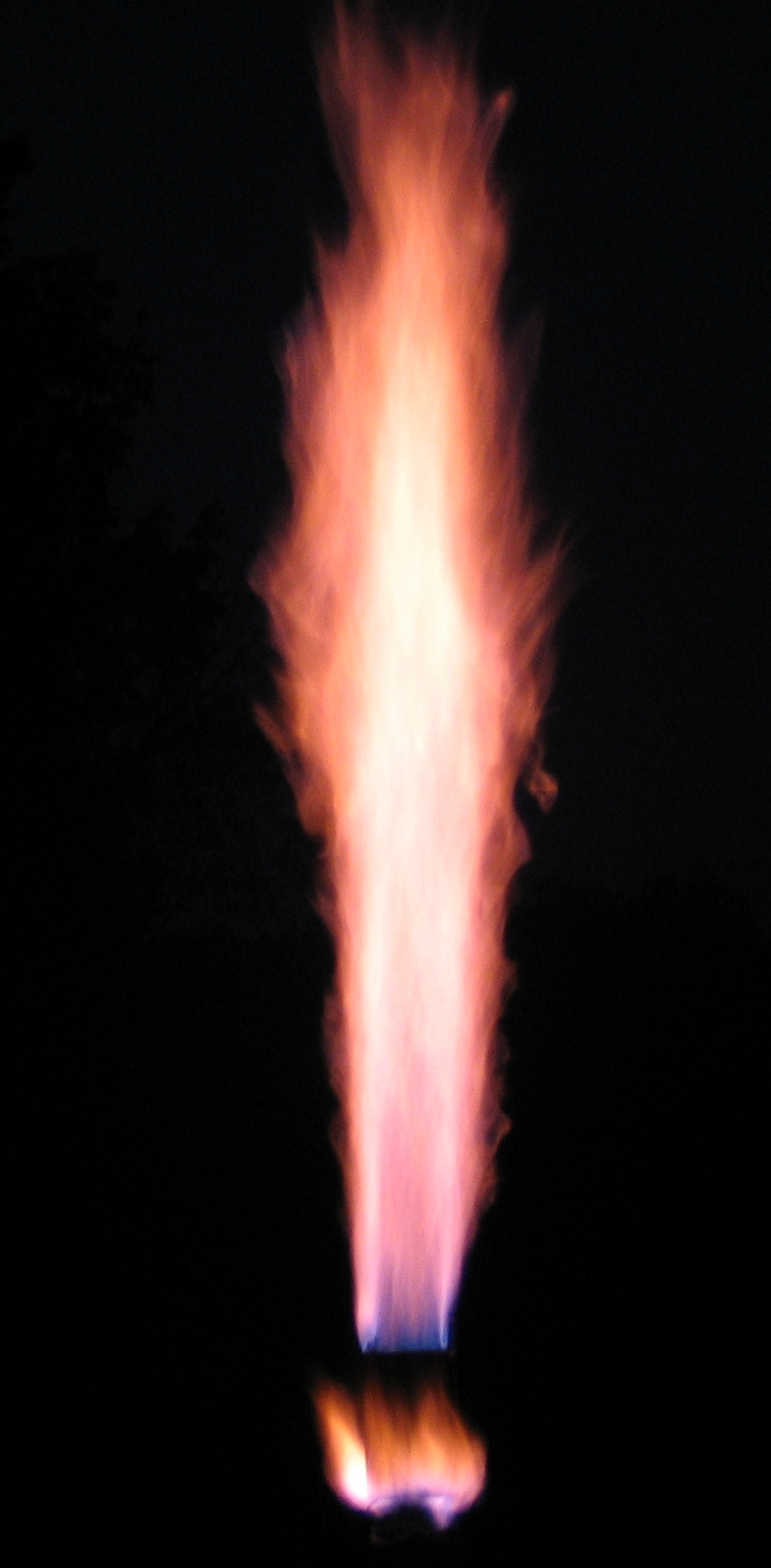
Полум'я згоряючого деревного газу з блок-газогенератора автомобіля

Деревний газ — продукт газифікації біомаси, являє собою синтез-газ, який можна використовувати як паливо для печей, і двигунів транспортних засобів замість бензину, дизельного палива та інших видів палива.
В процесі виробництва біомасу або інші вуглецевмісні матеріали газифікують в газогенераторі виробництва водню і окису вуглецю в обмеженому середовищі кисню. Ці гази можуть бути спалені як паливо в багатих киснем середовищах для виробництва двоокису вуглецю, води і тепла. В деяких газифікаціях цей процес передує піролізу, де біомаса або вугілля спочатку перетворюється в чар (твердий матеріал), звільняючи метан і смоли багаті поліциклічними ароматичними вуглеводнями.
Теплотворна здатність деревного газу близько 8500 кДж/м³ при звичайній автотепловій газифікації та понад 12000 кДж/м³ при газифікації з використанням зовнішнього джерела тепла. Теплота згоряння генераторного газу є досить низькою порівняно з іншими видами палива.

## Хімічний склад
Деревний газ, як і інші генераторні гази є сумішшю горючих СnНm, СО, Н2 і негорючих N2, О2, СО2, Н2О газів.
Хімічний склад газової суміші коливається, і залежить від породи деревини і вологості. Орієнтовно, склад газової суміші такий:
- Азот N2: 50,9 %
- Чадний газ CO: 27,0 %
- Водень H2: 14,0 %
- Діоксид вуглецю CO2: 4,5 %
- Метан СН4: 3,0 %
- Кисень O2: 0,6 %.

Ці значення можуть дещо відрізнятися від зразка до зразка, оскільки хімічний склад газу сильно залежить від процесу газифікації, газифікаційного середовища (повітря, кисень або пара) і вологості палива.

## Використання

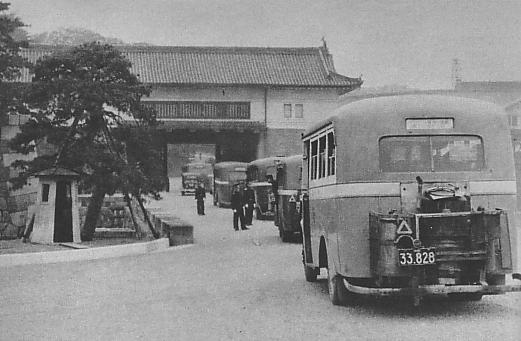
Автобус на деревному вугіллі. Міягі, Японія (1941)

Перший газогенератор деревного газу, мабуть, побудований Густавом Бішофом у 1839 році. За іншими даними, перший газогенератор був побудований в 1837 році. Перший автомобіль на деревному газі був побудований Томасом Хью Паркером в 1901 році. Природний газ став використовуватися лише в 1930 році.
У XX столітті Святогригорівський Бізюків чоловічий монастир, який знаходиться в селі Червоний маяк Бериславського району на березі Каховського водоймища, мав електростанцію з 2-ма газогенераторами і 2-ма моторами по 30 кінських сил.
До 1958 року в СРСР функціонувало 350 газогенераторних станцій потужністю від 200 кВт до 3 МВт, які працювали на біомасі і торфі, та 47 газогенераторних станцій потужністю від 1 до 5 МВт, що використовували як паливо кам'яне вугілля і сланці.

### На транспорті
Транспортні засоби на деревному газі використовувались під час Другої світової війни, в результаті нормування викопного палива.
У 1942 році (коли деревний газ ще не досяг вершини своєї популярності), було близько 73 000 автомобілів на деревному газі в Швеції (у листопаді 1940 р. було 22 000 автомобілів на газі зареєстрованих у Швеції, а той же час в наступному році їх налічувалося 71 000), у Франції — 65 000, в Данії — 10 000, і майже 8000 в Швейцарії. У 1944 році в Фінляндії було 43 000 автомобілів на деревному газі, з яких 30 000 автобусів і вантажних автомобілів, 7000 приватних автомобілів, 4000 тракторів і 600 човнів. Модернізовані вантажівки на деревному газі використовуються в Корейській Народно-Демократичній Республіці в сільських районах, особливо на дорогах східного узбережжя.

### Для одержання електроенергії
Газифікатор в поєднанні з двигуном внутрішнього згорання і електрогенератором може бути використаний для виробництва електроенергії.
У працях Всесоюзного науково-дослідного інституту залізничного транспорту (СРСР) за 1947 рік були опубліковані дані про експлуатацію газогенераторної електростанції (річний виробіток електроенергії становив 1 000 000 кВт·год), збудованої на одній із залізничних доріг Радянського Союзу в 1942 році, на якій два газові двигуни по 140 к. с. працювали на газі, одержаному від газифікації вологої деревини. Вартість електроенергії цієї газогенераторної електростанції, включаючи вартість монтажу, становила 400–500 руб. проти 1200–1800 руб. за кіловат дизельної електростанції, а експлуатаційні витрати були у 2–3 рази нижчими в порівнянні з електростанцією на рідкому паливі.
В енергетиці 1,1 кг горючих речовин деревини утворює кВт·год електроенергії.
Газифікатори з використанням рисового лушпиння були побудовані для віддалених азійських громад. Одна установка в Бірмі виробляє 80 кВт електроенергії на модифікованому дизельному двигуні, і обслуговує близько 500 осіб. Зола може бути використана як добриво, так що це можна розглядати як поновлюване паливо.
Існують газоелектрогенераторні установки ENEA виробництва Італії силовою потужністю 80 кВт, газовиробництвом 120 нм3/год, які працюють на відходах деревної біомаси вологістю до 25-30 % і призначені для забезпечення силових і теплових потреб фермерських господарств або маленьких підприємств При номінальній потужності експлуатації така установка споживає 50-55 кг/год деревних відходів розміром 200×80×80 мм. Модель вирізняється високою надійністю, зниженим ККД і меншою вартістю, оскільки не комплектується електронною системою стеження за технологічними параметрами роботи, як і за системами автоматичної подачі палива та золовидалення.
Установка німецької фірми Spanner RE GmbH, яка працює на деревних пелетах, вирізняється високим ККД і надійністю за рахунок автоматизації робочих процесів, подачі палива і золовидалення і не вимагає постійного спостереження оператора. Вироблений генераторний газ може використовуватися як для силових, так і для теплових цілей. Витрата пелет, які відповідають європейським нормам якості, становить до 60 кг/год. Сам газогенератор відрізняється високою пожежобезпечністю і виключає витік газу. До його недоліків можна віднести порівняно високу вартість і необхідність спеціального приміщення.
Існує газогенераторна установка потужністю 100 кВт виробництва української фірми АТТІК. Установка працює на відходах деревної біомаси вологістю до 45 %.
Ляонінським інститутом енергетичних ресурсів (КНР) розроблено газогенераторні установки:
- тепловою потужністю 300 кВт, яка працює на сільськогосподарських відходах вологістю до 40 %[5].
- тепловою потужністю 200 кВт, яка працює на сільськогосподарських відходах вологістю до 30 %[5]. В цьому обладнанні кукурудзяні залишки шнековим способом подаються з бункера в газогенератор в кількості 80-120 кг/год, а вироблений генераторний газ закачується в газгольдер (накопичувач), звідки далі поставляється споживачеві — для задоволення побутових або теплових потреб[5].
- газогенераторна станція силовою потужністю 160 кВт, розташована в китайському місті Бейші, провінції Ляонін. Станція призначена для виробництва електроенергії шляхом вироблення генераторного газу в обсязі 550 нм3/год і споживає 250–300 кг/год рослинної біомаси[5].
- газогенераторна установка напівстаціонарного типу силовою потужністю 50 кВт, яка може працювати на деревних або сільськогосподарських рослинних відходах вологістю до 40 %. Установка не автоматизована, і тому завантаження палива виконується кожні 4–5 годин[5].

У Китаї існують газогенераторна станція потужністю 100 кВт, що працює на відходах деревини, газогенераторна станція потужністю 150 кВт що, працює на рослинних відходах.
Газогенераторні станції силовою потужністю понад 350 кВт являють собою невеликі хімічні заводи, з відповідними підвищеними вимогами до матеріалів, з яких має бути виготовлено обладнання, а також вимог з охорони довкілля. На таких станціях, при роботі з номінальною потужністю, в значних кількостях накопичуються відходи у вигляді золи і смолистих генераторних вод, які необхідно утилізувати. Такі енергохімічні установки, що виробляють генераторний газ для силових або теплових цілей, економічно ефективні тільки при виробництві хімічних продуктів з досить високою ринковою ціною, і тому успішна конкуренція щодо малотоннажних газогенераторних енергохімічних установок з сучасними гігантськими газо- і нафтохімічними підприємствами в осяжному майбутньому представляється маловірогідною.

### Для опалювання житла
Опалювання житла може здійснюватись як за допомогою тепла генераторного газу (тепло є побічним продуктом при отриманні деревного газу, оскільки газ, який виходить з газогенератора, у своєму початковому вигляді нагрітий до температури 400–500 °C і в такому стані ще не придатний для використання у двигуні внутрішнього згорання), так і при спалюванні газу в опалювальному обладнанні.

## Виробництво
Суху біомасу піддають газифікації в газогенераторі, в процесі чого горюча частина твердого палива перетворюється в газ при взаємодії кисню і вуглецю палива при високих температурах. Кисень, який необхідний для газифікації, може бути у вигляді повітря, чистого кисню або водяної пари. Відповідно, газ, який отримують при взаємодії кисню з вуглецем називають: повітряним газом — при взаємодії сухого повітря, і водяним газом — при взаємодії з водяною парою. Коли в зону газифікації подавати повітря з водяною парою отримують змішаний горючий генераторний газ — деревний газ.
Вихід сухого генераторного газу при газифікації деревини коливається в середньому від 2,0 до 2,5 нм3 на 1 кг робочого палива і залежить від породи деревини.